# 우자신
우자신(중국어 간체자: 吴佳欣, 정체자: 吳佳欣, 병음: Wú Jiāxīn, 한자음: 오가흔, 1997년 2월 28일~)은 중화인민공화국의 양궁 선수이다. 2016년과 2020년 하계 올림픽에 참가하였다.